# Глауберова сол
Глауберова сол (мирабилит) е името на декахидрата на натриевия сулфат (Na2SO4.10H2O), открит от и наименован в чест на ятрохимика Йохан Глаубер – Sal mirabile Glauberi (чудна сол на Глаубер).
Освен декахидрат, натриевият сулфат образува и хептахидрат, а може да бъде и безводен. Промишлено се получава от натриев хлорид и сярна киселина при висока температура или от натриев хлорид, серен диоксид, въздух и водна пара. Образува и естествени природни залежи. С излишък от сярна киселина образува хидрогенсулфати. Използва се в производството на целулоза от дървесина, на стъкло, на перилни препарати (детергенти) и др. В медицината се използва като леко слабително средство. При разтварянето на Na2SO4•10H2O във вода системата се охлажда спонтанно.